# Cyphomyrus
Cyphomyrus ist eine Gattung afrikanischer Süßwasserfische aus der Familie der Nilhechte (Mormyridae). Die Gattung ist im tropischen Afrika weit verbreitet.

## Merkmale
Cyphomyrus-Arten haben einen leicht hochrückigen, seitlich abgeflachten Körper und werden 19 bis 31 cm lang. Vor der Rückenflosse ist ihr Profil konvex oder ein deutlicher Buckel ist ausgebildet. Der Ansatz der Rückenflosse liegt immer deutlich vor dem der Afterflosse. Die Rückenflosse ist immer länger als die Afterflosse und sie hat mehr Flossenstrahlen. Die Basis der Afterflossen ist länger als die Hälfte der Rückenflossenbasis. Die Bauchflossenbasis steht näher zur Basis der Brustflossen als zum Beginn der Afterflosse. Das Maul ist unterständig, das Kinn aufgebläht. In beiden Kiefern ist nur die Mitte (Symphyse) bezahnt, das mittlere Zahnpaar des Unterkiefers ist nicht deutlich vergrößert. Die Kiemenöffnungen sind kurz und reichen nicht bis unterhalb der Brustflossenbasis. Cyphomyrus-Arten haben 50 Wirbel oder weniger. Wie alle Nilhechte sind Cyphomyrus-Arten zur Elektrokommunikation und Elektroorientierung fähig.

## Arten
- Cyphomyrus cubangoensis (Pellegrin 1936)
- Cyphomyrus discorhynchus (Peters, 1852)
- Cyphomyrus macrops (Boulenger, 1909)
- Cyphomyrus petherici (Boulenger, 1898)
- Papageien-Nilhecht (Cyphomyrus psittacus) (Boulenger, 1897)
- Cyphomyrus wilverthi (Boulenger, 1898)